# تأثير الثقة المبالغة
تأثير الثقة المبالغة (أو الثقة المفرطة) هو انحياز راسخ حيث تكون ثقة الفرد واعتماده على أحكامه الشخصية أكبر من دقة وموضوعية تلك الأحكام، خاصًة عندما تكون الثقة كبيرة نسبيًا.
على سبيل المثال، في بعض الاختبارات، يُقيِّم الأشخاص إجاباتهم بأنها «صحيحة بنسبة 99%» و لكنهم مخطئون 40% من الوقت. الثقة المبالغة نوع من عدم التوازن في احتماليات حدوث الشيء. ويمكن تعريفه على أنه تحيز راسخ تكون فيه ثقة الفرد واعتماده على أحكامه الشخصية أكبر من دقة وموضوعية تلك الأحكام، خاصًة عندما تكون الثقة كبيرة نسبيًا. الثقة المبالغة هي مثال على سوء تقييم الاحتمالات الذاتية. في البحوث الأدبية، عُرّفت الثقة المبالغة بثلاث طرق مختلفة: (1) المبالغة في تقدير أداء الفرد الفعلي؛ (2) المبالغة في مقارنة أداء الفرد مع أداء غيره من الناس؛ و(3) المبالغة في الثقة بصحة معتقدات الفرد دون مبرر.
كانت أشيع طريقة لدراسة الثقة المبالغة هي سؤال الأشخاص عن مدى ثقتهم بمعتقداتهم الخاصة ودراسة الإجابات التي يقدمونها. تشير البيانات إلى أن الثقة تتجاوز بشكل منهجي مدى الدقة، ما يعني أن الأشخاص يثقون أنهم على صواب أكثر مما يستحقون هذه الثقة. إذا كانت الثقة البشرية مثالية في التقييم، ستكون الأحكام التي تبلغ ثقتها 100% صحيحة بنسبة 100%، والتي تبلغ ثقتها 90% ستكون صحيحة بنسبة 90%، وهكذا. على النقيض من ذلك، وجدت النتيجة الرئيسة أن الثقة تتجاوز الدقة طالما أن الشخص يجيب على أسئلة صعبة حول موضوع غير مألوف. على سبيل المثال، في مسابقة الهجاء، أجاب الأشخاص بشكل صحيح بنسبة 80%، في حين أنهم ادعوا أنهم متأكدون بنسبة 100% من إجاباتهم. وبعبارة أخرى، بلغ معدل الخطأ 20%عندما توقع الأشخاص أن يكون 0%. في إحدى الدراسات التي أجاب فيها الأشخاص بصح أو خطأ على بعض الجمل التي تحوي معلومات عامة، كانوا أكثر ثقة على جميع المستويات. عندما كانوا متأكدين 100% من إجابتهم على سؤال ما، كانوا مخطئين بنحو 20% من الأحيان.

## تمييز مفاهيم الثقة المبالغة

### المبالغة في التقدير
من أحد مظاهر الثقة المبالغة هو الميل إلى المبالغة في تقدير موقف الفرد فيما يتعلق بحكمه أو أدائه. يركز هذا الجزء الفرعي من الثقة المبالغة على الثقة التي يشعر بها الشخص في قدرته أو أدائه أو مستوى تحكمه بالأمور أو فرصة نجاحه. غالبًا ما تحدث هذه الظاهرة عند إنجاز المهام الصعبة أو عندما يكون الفشل محتملًا أو عندما يكون الشخص الذي يبالغ في التقدير غير بارع. لوحظت ظاهرة المبالغة في التقدير في مجالات أخرى بخلاف تلك المتعلقة بأداء الفرد. يشمل ذلك وهم التحكم، وخطأ التخطيط.

#### وهم التحكم
يصف وهم التحكم ميل الأشخاص إلى التصرف كما لو أنهم يملكون قدرة على التحكم بالأمور في حين أنهم لا يملكونها على الإطلاق. لكن لا توجد أدلة تدعم فكرة أن الناس يبالغون بشكل منهجي في قدرتهم على التحكم بالأمور؛ عندما يملك الأشخاص قدرة كبيرة على التحكم، يميلون إلى التقليل من شأن هذه القدرة.

#### خطأ التخطيط
يصف خطأ التخطيط ميل الناس إلى المبالغة في تقدير قدرتهم على العمل أو التقليل من الوقت الذي سيستغرقهم لإنجاز العمل. يكون أكثر شيوعًا في المهام الطويلة والمعقدة، ويختفي أو ينعكس في حال المهام البسيطة التي تُنجز بسرعة.

#### الدليل المخالف
تكون آثار التفكير الرغبوي، وهو مبالغة الأشخاص في تقدير احتمال وقوع حدث بسبب رغبتهم بحدوثه، وهو نادر نسبيًا. قد يكون أحد أسباب ذلك هو أن الأشخاص يتبنّون سلوك تشاؤمي دفاعي قبل صدور النتائج المهمة، في محاولة للحد من خيبة الأمل التي قد تتبع التنبؤات شديدة التفاؤل.

### المبالغة في المقارنة مع الآخرين
قد تكون المبالغة في المقارنة مع الآخرين أبرز مظاهر تأثير الثقة المبالغة. وهي تتمثل بالمبالغة في مقارنة أداء الشخص بأداء غيره من الأشخاص. يحدث هذا الجزء الفرعي من الثقة المبالغة عندما يعتقد الأشخاص أنهم أفضل من الآخرين، أو «أفضل من المعدل المتوسط». هذا يعني أن يضع الشخص نفسه أو يصنفها ضمن مستوى يفوق الآخرين (متميز عن الآخرين). يحدث ذلك غالبًا في مهام بسيطة، تلك التي نعتقد أنها سهلة الإنجاز بنجاح. إحدى التفسيرات لهذه النظرية هي قدرتها على تعزيز الثقة بالنفس.

## الاختلافات الفردية
قد تؤدي المستويات المرتفعة جدًا من التقييم الذاتي للجوهر، وهي سمة شخصية مستقرة تتألف من وهم التحكم، العصابية، النجاعة الذاتية، والإعتزاز بالنفس، إلى تأثير الثقة المبالغة. ينظر الأشخاص ذوي التقييمات الذاتية عالية المستوى إلى أنفسهم نظرة إيجابية ويثقون في قدراتهم، على الرغم من أن المستويات المرتفعة للغاية من التقييم الذاتي للجوهر قد تتسبب في أن يكون الفرد أكثر ثقة من اللازم.